# Liste der LEGO-Filme
Diese Artikel-Liste enthält alle bekannten Filme, die auf LEGO-Konstruktionsspielzeug basieren und in den meisten Fällen von The LEGO Group koproduziert wurden.

## Kinofilme
| Jahr | Titel                                                | Produktionsstudio(s)                            | Verleih                            |
| ---- | ---------------------------------------------------- | ----------------------------------------------- | ---------------------------------- |
| 2014 | The LEGO Movie                                       | Warner Animation Group                          | Warner Bros. Pictures              |
| 2017 | The LEGO Batman Movie                                | Warner Animation Group, DC Comics               | Warner Bros. Pictures              |
| 2017 | The LEGO Ninjago Movie                               | Warner Animation Group                          | Warner Bros. Pictures              |
| 2019 | The LEGO Movie 2 (The Lego Movie 2: The Second Part) | Warner Animation Group                          | Warner Bros. Pictures              |
| 2024 | Piece by Piece                                       | The LEGO Group, Tremolo Productions, I Am Other | Focus Features, Universal Pictures |

## Direct-to-Video-Produktionen
| Jahr | Titel | Produktionsstudio(s)                          | Anmerkungen |
| ---- | --- | --------------------------------------------- | --- |
| 2003 | Bionicle: Die Maske des Lichts - Der Film (Bionicle: Mask of Light)                                                                                              | Creative Capers Entertainment                 | |
| 2004 | Bionicle 2 - Die Legenden von Metru Nui (Bionicle 2: Legends of Metru Nui)                                                                                       | Creative Capers Entertainment                 | Prequel zu Bionicle: Die Maske des Lichts - Der Film                                                                               |
| 2005 | Bionicle 3 - Im Netz der Schatten (Bionicle 3: Web of Shadows)                                                                                                   | Creative Capers Entertainment                 | Sequel zu Bionicle 2 - Die Legenden von Metru Nui                                                                                  |
| 2009 | Bionicle - Die Legende erwacht (Bionicle: The Legend Reborn) | Threshold Animation Studios                   | |
| 2010 | LEGO: Die Abenteuer von Clutch Powers (Lego: The Adventures of Clutch Powers)                                                                                    | Threshold Animation Studios                   | |
| 2010 | LEGO Hero Factory: Aufstieg der neuen Helden (Hero Factory: Rise of the Rookies)                                                                                 | Threshold Animation Studios                   | Zusammenstellung einiger Episoden der TV-Serie Hero Factory                                                                        |
| 2011 | LEGO Hero Factory: Der wilde Planet (Hero Factory: Savage Planet)                                                                                                | Threshold Animation Studios                   | Zusammenstellung einiger Episoden der TV-Serie Hero Factory                                                                        |
| 2013 | LEGO Batman - Der Film: Vereinigung der DC-Superhelden (Lego Batman: The Movie – DC Super Heroes Unite)                                                          | TT Animation Warner Bros. Animation DC Comics | Basiert auf dem Videospiel Lego Batman 2: DC Super Heroes. Limitierte DVD-Ausgabe enthält eine Clark Kent/Superman LEGO Minifigur. |
| 2015 | LEGO Friends - Freunde fürs Leben (Lego Friends: Girlz 4 Life)                                                                                                   | M2 Entertainment                              | |
| 2015 | LEGO DC Comics Super Heroes: Gerechtigkeitsliga vs. Bizarro-Liga (Lego DC Comics Super Heroes: Justice League vs. Bizarro League)                                | Warner Bros. Animation DC Comics              | Limitierte DVD-Ausgabe enthält eine Batzarro LEGO Minifigur                                                                        |
| 2015 | LEGO DC Comics Super Heroes: Gerechtigkeitsliga - Angriff der Legion der Verdammnis (Lego DC Comics Super Heroes: Justice League – Attack of the Legion of Doom) | Warner Bros. Animation DC Comics              | Limitierte DVD-Ausgabe enthält eine Trickster LEGO Minifigur. Erster LEGO DC-Film, der auf The New 52-Zeitlinie basiert.           |
| 2016 | LEGO DC Comics Super Heroes: Justice League – Cosmic Clash | Warner Bros. Animation DC Comics              | Limitierte DVD-Ausgabe enthält eine Cosmic Boy LEGO Minifigur                                                                      |
| 2016 | LEGO Scooby-Doo! Spuk in Hollywood (Lego Scooby-Doo! Haunted Hollywood)                                                                                          | Warner Bros. Animation Hanna-Barbera          | |
| 2016 | LEGO DC Comics Super Heroes: Justice League - Gefängnisausbruch in Gotham City (Lego DC Comics Super Heroes: Justice League – Gotham City Breakout)              | Warner Bros. Animation DC Comics              | Limitierte DVD-Ausgabe enthält eine Nightwing LEGO Minifigur                                                                       |
| 2017 | LEGO Scooby-Doo! Strandparty (Lego Scooby-Doo! Blowout Beach Bash)                                                                                               | Warner Bros. Animation Hanna-Barbera          | |
| 2017 | LEGO DC Super Hero Girls: Im Bann des Diamanten (Lego DC Super Hero Girls: Brain Drain)                                                                          | Warner Bros. Animation DC Comics              | |
| 2018 | LEGO DC Comics Super Heroes: The Flash | Warner Bros. Animation DC Comics              | |
| 2018 | LEGO DC Super Hero Girls: Die Superschurken-Schule (Lego DC Super Hero Girls: Super-Villain High)                                                                | Warner Bros. Animation DC Comics              | |
| 2018 | LEGO DC Comics Super Heroes: Aquaman - Die Rache von Atlantis (Lego DC Comics Super Heroes: Aquaman: Rage of Atlantis)                                           | Warner Bros. Animation DC Comics              | |
| 2019 | LEGO DC Batman: Familienangelegenheiten (Lego DC Batman: Family Matters)                                                                                         | Warner Bros. Animation DC Comics              | |
| 2020 | LEGO DC Shazam!: Magie und Monster (Lego DC: Shazam!: Magic and Monsters)                                                                                        | Warner Bros. Animation DC Comics              | |

## Specials
| Jahr | Titel | Produktionsstudio(s)                            | Anmerkungen                                                              |
| ---- | --- | ----------------------------------------------- | ------------------------------------------------------------------------ |
| 2010 | LEGO Atlantis (Lego Atlantis: The Movie) | Threshold Animation Studios                     |                                                                          |
| 2011 | LEGO Star Wars: Die Padawan-Bedrohung (Lego Star Wars: The Padawan Menace) | Animal Logic Lucasfilm Animation                | Limitierte DVD-Ausgabe enthält eine Junger Han Solo LEGO Minifigur       |
| 2012 | LEGO Star Wars: Das Imperium schlägt ins Aus (Lego Star Wars: The Empire Strikes Out) | Threshold Animation Studios Lucasfilm Animation | Limitierte DVD-Ausgabe enthält eine Darth Vader mit Orden LEGO Minifigur |
| 2013 | LEGO Marvel Super Heroes: Maximale Superkräfte (Lego Marvel Super Heroes: Maximum Overload)                                                                                                  | Arc Productions Marvel Entertainment            | 5-teilige Miniserie                                                      |
| 2014 | Die Simpsons - Auf dänische Steine können Sie bauen (The Simpsons - Brick Like Me) | Gracie Films 20th Century Fox Television        | Episode 550 der Fernsehserie Die Simpsons                                |
| 2014 | Jake’s Buccaneer Blast | M2Film                                          | 8-teilige Miniserie                                                      |
| 2014 | LEGO DC Comics Super Heroes: Batman und die Liga der Gerechten (AT: LEGO DC Comics: Batman und die Gerechtigkeitsliga) (Lego DC Comics: Batman Be-Leaguered)                                 | Warner Bros. Animation DC Entertainment         |                                                                          |
| 2015 | LEGO Marvel Super Heroes: Avengers Reassembled! (AT: LEGO Marvel Superhelden: Avengers neu montiert!) (Lego Marvel Super Heroes: Avengers Reassembled!)                                      | Arc Productions Marvel Entertainment            | 5-teilige Miniserie                                                      |
| 2015 | LEGO Scooby-Doo! Der schwarze Ritter (Lego Scooby-Doo! Knight Time Terror) | Warner Bros. Animation                          |                                                                          |
| 2015 | LEGO Elves: Die vier magischen Schlüssel (Lego Elves: Unite the Magic) | Ja Film                                         |                                                                          |
| 2016 | LEGO Jurassic World: Indominus Rex bricht aus (AT: LEGO Jurassic World: Indominus Rex geschaffen, LEGO Jurassic World: Der unheilvolle Ausbruch) (Lego Jurassic World: The Indominus Escape) | Universal Pictures Home Entertainment           |                                                                          |
| 2016 | LEGO Elves: Den Drachen helfen, mit der Magie der Elfen (Lego Elves: Dragons To Save, Time To Be Brave)                                                                                      | Ja Film                                         |                                                                          |
| 2016 | LEGO Elves: Naida und die magische Quelle (AT: LEGO Elves: Auf dunklen Pfaden, LEGO Elves: Naida und die Schattenquelle) (Lego Elves: Down a Dark Path)                                      | Ja Film                                         |                                                                          |
| 2016 | LEGO Die Eiskönigin: Zauber der Polarlichter (Lego Frozen: Northern Lights) | M2Film                                          | 4-teilige Miniserie                                                      |
| 2016 | Ninjago: Tag der Erinnerungen (Ninjago: Day Of the Departed) | Wil Film ApS                                    | Halloween Special von Ninjago: Meister des Spinjitzu                     |
| 2017 | LEGO DC Super Hero Girls: Ein galaktisches Wunder (Lego DC Super Hero Girls: Galactic Wonder)                                                                                                | Warner Bros. Animation DC Entertainment         |                                                                          |
| 2017 | LEGO Marvel Super Heroes: Guardians of the Galaxy - Die Thanos Bedrohung (AT: LEGO Marvel: Wächter der Galaxie) (Lego Marvel Super Heroes - Guardians of the Galaxy: The Thanos Threat)      | Marvel Entertainment                            | 5-teilige Miniserie                                                      |
| 2018 | LEGO Marvel Super Heroes Black Panther: Ärger in Wakanda (Lego Marvel Super Heroes - Black Panther: Trouble in Wakanda)                                                                      | Marvel Entertainment                            | 5-teilige Miniserie                                                      |
| 2018 | LEGO Jurassic World: Neue Attraktion (AT: LEGO Jurassic World: Die geheime Ausstellung) (Lego Jurassic World: The Secret Exhibit)                                                            | Atomic Cartoons Universal Studios               |                                                                          |
| 2019 | LEGO Marvel Spider-Man: Kampf gegen Venom (Lego Marvel Spider-Man: Vexed by Venom) | Atomic Cartoons Marvel Entertainment            | 5-teilige Miniserie                                                      |
| 2020 | LEGO Monkie Kid: Ein Held ist geboren (Lego Monkie Kid: A Hero is Born) | Flying Bark Productions                         |                                                                          |
| 2020 | LEGO Jurassic World: Doppeltes Chaos (Lego Jurassic World: Double Trouble) | Atomic Cartoons Universal Studios               |                                                                          |
| 2020 | LEGO Star Wars: Holiday Special (The Lego Star Wars Holiday Special) | Atomic Cartoons Lucasfilm Animation             |                                                                          |
| 2020 | LEGO Marvel Avengers: Die Klima-Krise (AT: LEGO Marvel Avengers: Climate Conundrum) (Lego Marvel Avengers: Climate Conundrum)                                                                | Atomic Cartoons Marvel Entertainment            | 4-teilige Serie                                                          |
| 2020 | LEGO Hidden Side: Die Nacht des Boten (Lego Hidden Side: Night of the Harbinger Halloween Special)                                                                                           | Pure Imagination Studios                        |                                                                          |
| 2021 | LEGO Monkie Kid: Die Rache der Spider Queen (Lego Monkie Kid: Revenge of the Spider Queen)                                                                                                   | Flying Bark Productions                         |                                                                          |
| 2021 | LEGO Star Wars: Gruselgeschichten (Lego Star Wars: Terrifying Tales) | Atomic Cartoons Lucasfilm Animation             |                                                                          |
| 2021 | LEGO Marvel Avengers: Der gute Loki (Lego Marvel Avengers: Loki in Training) | Atomic Cartoons Marvel Entertainment            |                                                                          |
| 2022 | LEGO Marvel Avengers: Verdrehte Zeit (Lego Marvel Avengers: Time Twisted) | Atomic Cartoons Marvel Entertainment            |                                                                          |
| 2022 | LEGO Friends: Das Weihnachtsspecial (Lego Friends: Holiday Special) | WildBrain Studios                               |                                                                          |
| 2022 | LEGO Monkie Kid: Nimm dein Schicksal an (Lego Monkie Kid: Embrace Your Destiny) | Flying Bark Productions                         |                                                                          |
| 2022 | LEGO Star Wars: Sommerurlaub (Lego Star Wars: Summer Vacation) | Atomic Cartoons Lucasfilm Animation             |                                                                          |
| 2023 | Lego Monkie Kid: The Emperor’s Wrath | Flying Bark Productions                         |                                                                          |
| 2023 | LEGO Disney Prinzessin: Das Schloss-Abenteuer (Lego Disney Princess: The Castle Quest) | Pure Imagination Studios                        |                                                                          |
| 2023 | Lego Jurassic Park: The Unofficial Retelling | Atomic Cartoons Universal Studios               |                                                                          |
| 2023 | LEGO Marvel Avengers: Alarmstufe Rot (AT: LEGO Marvel Avengers: Code Red) Lego Marvel Avengers: Code Red                                                                                     | Atomic Cartoons Marvel Entertainment            |                                                                          |